# Vidracco
Vidracco est une commune italienne de la ville métropolitaine de Turin dans la région Piémont en Italie.

## Administration
| Période                                  | Période | Identité      | Étiquette | Qualité |
| ---------------------------------------- | ------- | ------------- | --------- | ------- |
|                                          |         | Antonio Nigro |           |         |
| Les données manquantes sont à compléter. |         |               |           |         |

### Communes limitrophes
Castellamonte, Issiglio, Vistrorio, Baldissero Canavese